# Арктичні Кордильєри
Кордильє́ри А́рктики (англ. Arctic Cordillera) — велике глибоко посічене гірське пасмо на північному сході Канадського арктичного архіпелагу у Північній Канаді, яке простягається від острова Елсмір до північного Квебеку й Лабрадору. Гірський хребет покриває більшу частину східного берега Нунавута заледенілими піками і одними з найбільших льодовиків в країні, включаючи льодовик Пенні на Баффіновій Землі. Зі сходу Арктичні Кордильєри обмежені морем Баффіна, протокою Дейвіса і морем Лабрадор, північна частина хребта омивається Північним Льодовитим океаном.

## Загальні відомості
Арктичні Кордильєри розташовані, в основному, в Нунавут, але прямують на південний схід до північного краю Лабрадору і північного сходу Квебека. Гірська система розділена на кілька хребтів, чиї гірські вершини часто досягають двох кілометрів. Найвища вершина Кордильєр — пік Барбо на острові Елсмір (2616 м), вона ж найвища в Нунавут. Арктичні Кордильєри — одна з трьох гірських систем Канади разом з північною частиною Кордильєр у Західній Канаді та канадською ділянкою Аппалачів на півострові Гаспе і в Атлантичній Канаді.
Екозона Арктичних Кордильєр — невелика в порівнянні з іншими. Вона головним чином межує з заполярною тундрою, а невеликий фрагмент в Лабрадорі — з тайгою Канадського щита (хоча друга сусідня екозона не впливає на гірську). Гірська система Кордильєр включає більшість арктичних островів і регіонів (Батерст, Корнуолл, Амунд-Рінґнес, Еллеф-Рінґнес, Елсмір, Баффінова Земля, Байлот, Лабрадор), проте екозона Кордильєр включає тільки Елсмір, Баффінову землю, Аксел-Гейберг, Байлот і Лабрадор.

## Географія

### Регіони
Арктичні Кордильєри складаються з декількох регіонів. Більшість території острова Елсмір покрито цими горами, що робить його самим гористим в Канадському арктичному архіпелазі. Елсмір вважається частиною островів Королеви Єлизавети, а мис Колумбія є найпівнічнішою точкою Канади. Він займає площу 196 235 км² і є третім за розміром островом в країні, а також десятим у світі. Першими мешканцями острова Елсмір були невеликі групи інуїтів, що полювали на карібу Пірі (англ. Peary Caribou), вівцебиків і морських ссавців у 1000—2000 роках до Р. Х.
Острів Аксель-Хейберг також входить до Арктичного архіпелагу; він найбільший з островів Свердрупа. Острів мав мешканців, проте до 1900 року, коли Отто Свердруп дав йому ім'я, мешканці покинули острів. У 1959 році вчені з університету Макгілла досліджували фіорд Експедішн, що призвело до створення Дослідницької станції Макгілл, побудованої в 8 км від фіорду у 1960 році.
Баффінова Земля — найбільший острів Канади і п'ятий у світі за площею (507 451 км²).
Найбільший безлюдний острів на Землі, острів Девон, серед островів Королеви Єлизавети. На Девоні було поселення в гавані Дандас (англ. Dundas Harbour), проте пізніше воно було залишено жителями.
Більшість території острова Байлот покрито Арктичними Кордильєрами. Хоча тут, як і на інших островах Канадської Арктики, немає постійного населення, інуїти з Понд-Інлет та інших поселень регулярно відвідують Байлот.

## Території під охороною
Більше однієї п'ятої острова Елсмір включені до складу парку Куттінірпаак, у тому числі сім фіордів і кілька льодовиків, озеро Хейзен, найбільше в світі заполярне озеро. Пік Барбо, найвища вершина Канадського Арктичного архіпелагу, що знаходиться на хребті Бритіш-Емпайр (англ. British Empire Range). Найпівнічніший гірський хребет на планеті, Челленджер (англ. Challenger Mountains), розташований в північно-західній частині острова. Північна частина острова називається землею Гранта (англ. Grant Land). У липні 2007 дослідниками було відмічено зникнення місць проживання водоплавних птахів, безхребетних і водоростей на Елсмірі. Згідно з висновками Меріенн Дуглас (англ. Marianne S. V. Douglas) з університету Альберти і Джона Смола (англ. John P. Smol) з університету Куїнс, потепління і випаровування призвели до зміни рівня води при відпливах і супутнім змінам у хімічному складі води в ставках і заболочених землях. Дослідники відзначають, що у 1980-х роках їм часто доводилося вдягати болотні комбінезони, щоб пройти до води, а у 2006 ті ж місця були досить сухі для того, щоб спалахнути.
Сірмілік Парк на півночі Баффінової землі є місцем проживання великих популяцій Uria lomvia, мартин трипалий, і гуска біла. Парк складається з трьох регіонів — острова Байлот, протоки Олівера (англ. Oliver Sound) і півострову Борден (англ. Borden Peninsula).
У національному парку Ауюйтук, розташованому на Баффиновій землі на півострові Камберленд (англ. Cumberland Peninsula), представлені різноманітні арктичні ландшафти, в тому числі фіорди, і льодовикові поля. Розташовані парку у відомої вершини Асгард і Тор (англ. Mount Thor) висотою 1250 м і ухилом в 105°.
У парку Торнгат-Маунтинс, розташованому на півострові Лабрадор, знаходиться значна частина південного краю Арктичних Кордильєр. Парк захищає безліч арктичних диких видів, у тому числі, оленів, білих ведмедів, сапсанів і беркутів. Парк було засновано 22 січня 2005 року, що робить його першим на Лабрадорі.

## Льодовики

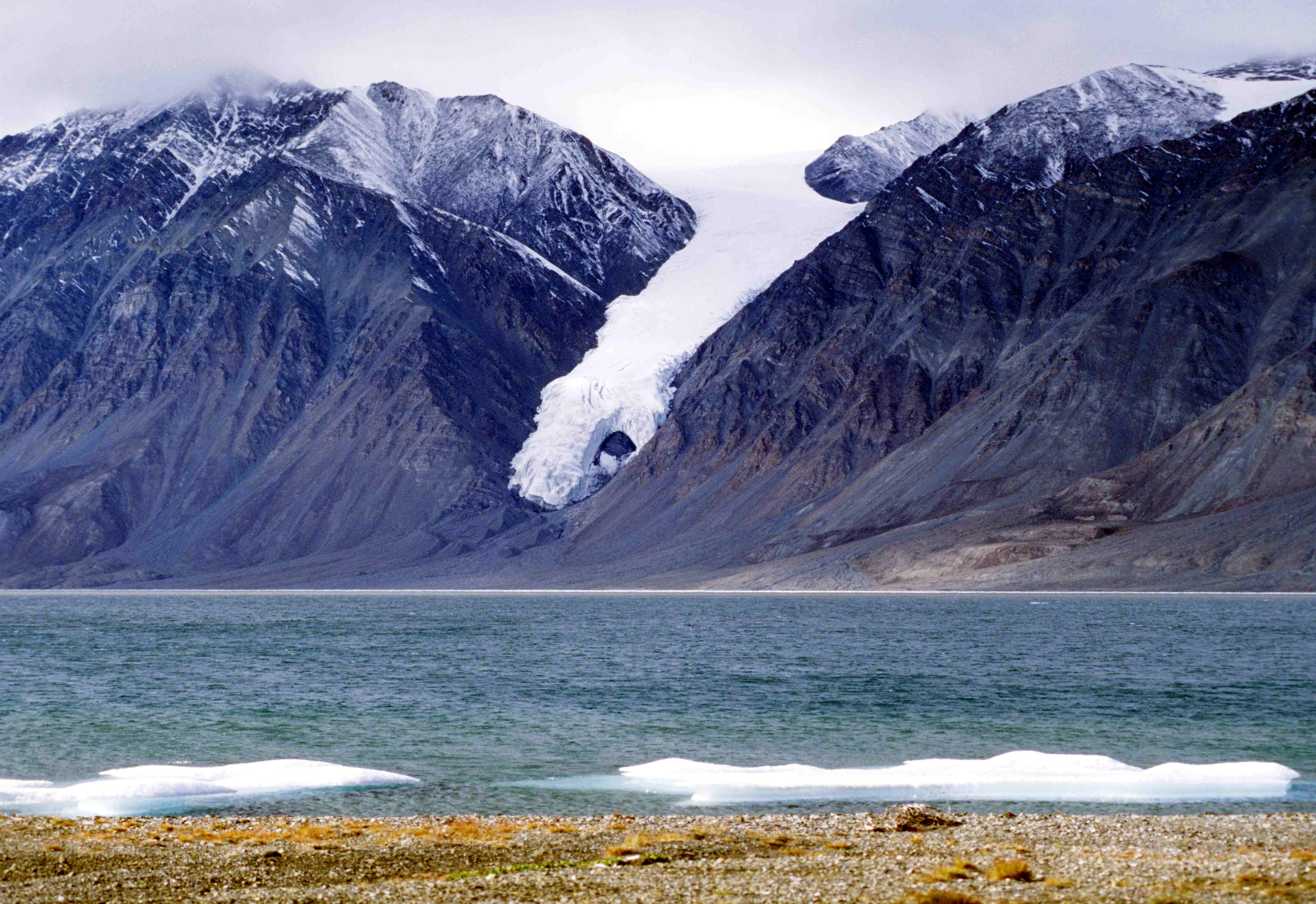
Льодовик Галл (Gull Glacier) на фіорді Танкуері

Сухіша північна частина Арктичних Кордильєр в значній частині покрита статичними вершинними льодовиковими шапками, а рухомі льодовики частіше зустрічаються на вологому південному краї. Значні площі Елсміра покриті льодом: крижані поля Менсона (англ. Manson Icefield) і Сидкап (англ. Sydkap) на півдні; крижане поле Уельсу (англ. Wales Icefield) і льодовикова шапка Агассіз (англ. Agassiz Ice Cap) на центрально-східній стороні острова, значне покриття льодом на півночі. Північно-західний берег був покритий 500-кілометровим льодовиком (англ. Ellesmere Ice Shelf) до ХХ століття. Через глобальне потепління кількість льоду зменшилася на 90 відсотків, від поля залишилися незалежні шельфові льодовики Альфред-Ернест, Ейлс, Мілн, Уорд-Хант і Маркхем (англ. Alfred Ernest, Ayles, Milne, Ward Hunt, and Markham Ice Shelves)., Дослідження канадських льодовиків, проведене в 1986 році, виявило зникнення 48 км² (3,3 км³) льоду біля льодовиків Майлна і Ейлс в проміжку 1959—1974 роки. Льодовик Уорд-Хант (англ. Ward Hunt Ice Shelf), де залишився найбільший фрагмент товстої криги (більше 10 метрів завтовшки), втратив 600 км льоду при розколі у 1961—1962 роках. У проміжок між 1967 і 1999 роком льодовик скоротився на 27 % в товщину. Танення льодовиків Елсміра продовжилося в XXI столітті: льодовик Уорд розколовся влітку 2002 року; Ейлс повністю обрушився у воду 13 серпня 2005 року; ці процеси можуть загрожувати нафтовидобутку в морі Бофорта, зокрема остання частина що відкололася мала площу 66 км².
Льодовикова шапка Барнс (англ. Barnes Ice Cap) знаходиться в центральній частині Баффинової землі, вона відступає принаймні з початку 1960-х років (коли в цей район була відправлена експедиція з трьох людей для вимірювання ізостат відпливів і особливостей поперечних долин річки Ісорток).

## Геологія

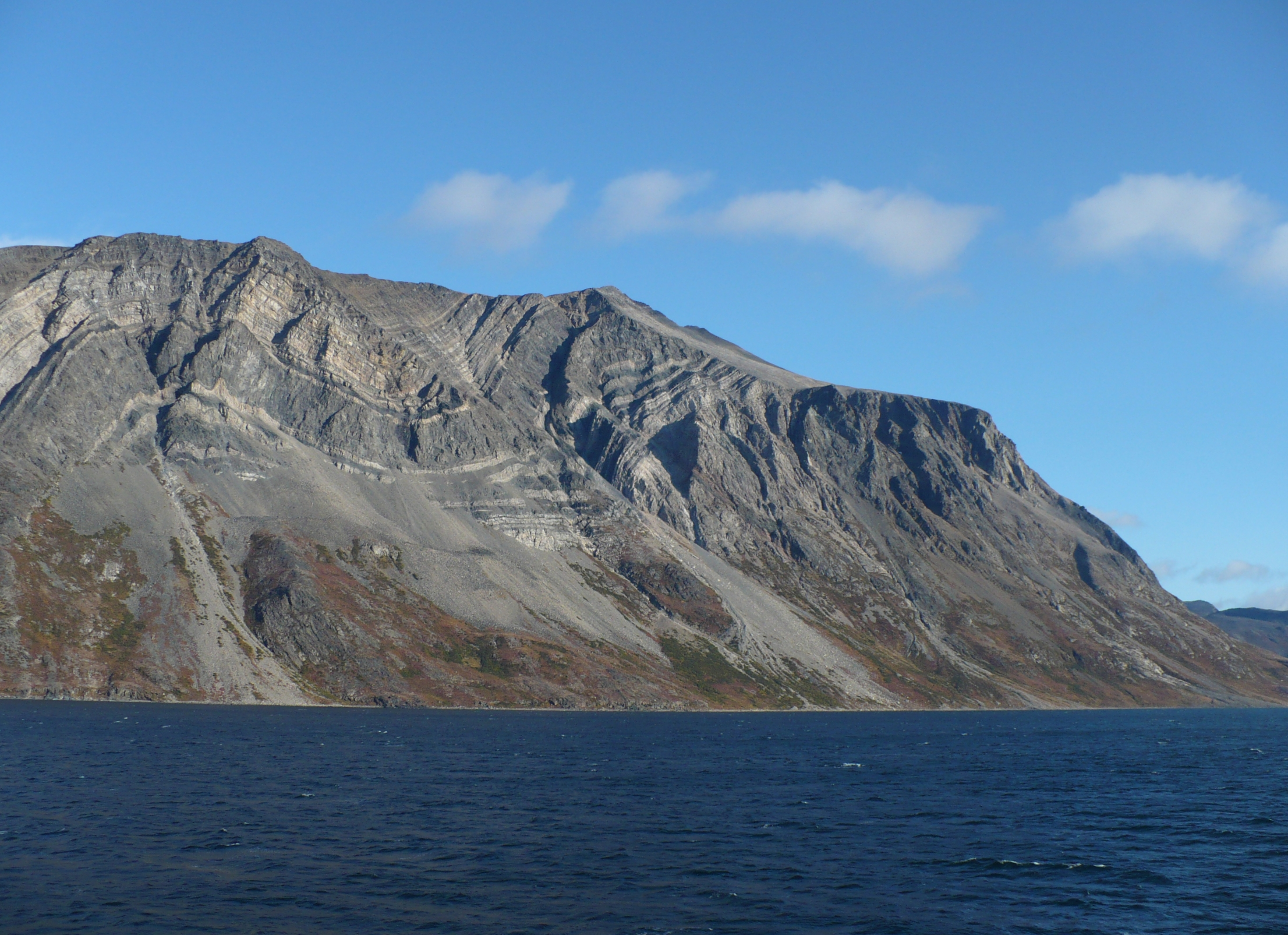
гори Торнгат

Північна частина Арктичних Кордильєр піднялася в мезозої, під час інуїтської складчастості (англ. Innuitian orogeny), коли Північноамериканська плита посунулася на північ. Вона має магматичні і метаморфічні породи, проте має у своєму складі головним чином осадові породи. Гори на острові Аксель-Хейберг в основному складаються з довгих кряжів, сформованих в середньому мезозої і палеозої з невеликими інтрузіями.
Арктичні Кордильєри молодше Аппалачів, тому в ерозії не було часу, щоб перетворити ці гори в округлі пагорби. Дерева в горах не ростуть, тому що не можуть пережити суворі арктичні зими. Широкі простори покриті нетанучими льодами і снігами. Арктичні Кордильєри нагадують Аппалачі складом і містять аналогічні типи мінералів. Через наявність дешевших у розробці родовищ на півдні на цій гірській системі гірничодобувна діяльність не ведеться.
Гори на південному сході Елсміра складаються сході в основному з граніту, гнейсу, магматичних недиференційованих інтрузивних і вулканічних порід. Вони зазвичай піддаються сильної ерозії і мають явні глибокі тріщини і вузькі жили.
Арктичні Кордильєри складають східний край Канадського щита, що покриває більшість території країни. Докембрійські породи становлять більшість підмурівку.

## Вулканізм
Гори ефузівного походження мають вік від 1,2 млрд років до 65 млн років. Піздньокрейдові вулкани Елсміра іноді відносять до ранньої активності Ісландської гарячої точки і хребта Альфа. Незважаючи на те, що вулканам Елсміра близько 90 млн років, на них все ще видна зола.

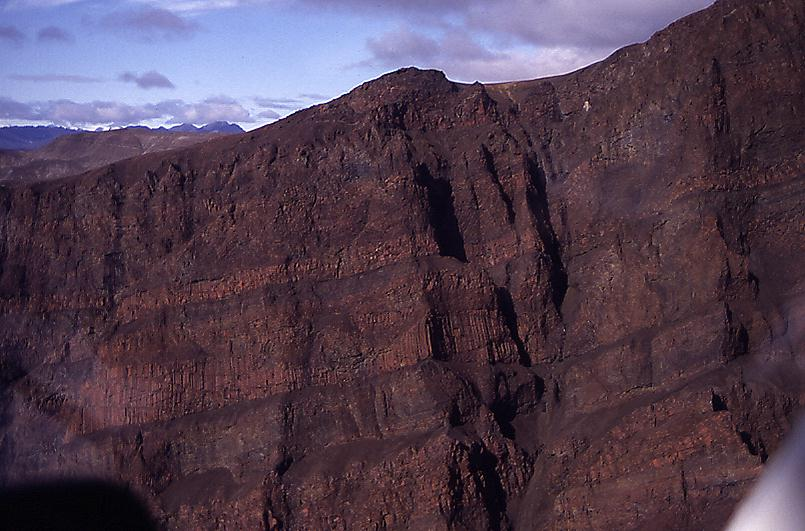
Дракон (кліфф) (Dragon Cliffs), а також видимі на ньому траппи

Верхньокрейдова формація Стренд-Фіорд (англ. Strand Fiord Formation) є прикладом розширення підняття Альфа, вулканічного підняття, під час активного формування Амеразійського басейну (англ. Amerasian Basin). Формація є частиною сукцесії западини Свердрупа (англ. Sverdrup Basin Magmatic Province), її утворення передує останньому зануренню западини. Потоки толаїтичного базальту є головним компонентом формації і представлені уламковими вулканічними породами, пісковиком, алевролітами і рідкісними вугільними жилами. Домінують лавові потоки завтовшки від 6 до 60 метрів поверхневої локалізації. Пірокластові осадові породи частіше зустрічаються поблизу південного і східного країв формації, представлені вони лахарами і пляжами. Формація містить траппи на заході острова Аксель-Хейберг заввишки 300 метрів.
Формація Браво-Лейк (англ. Bravo Lake Formation) в центральній частині Баффинової землі є рідкісною лужною ділянкою, що сформувалася в результаті підняття підводних ділянок в палеопротерозої. Лава у вулканічному поясі має геохімічні характеристики, схожі з сучасними океанічно-острівними базальтовими групами. Діапазон від середньофракційованих до сильнофракційованих профілів рідкісноземельних елементів аналогічний гавайському.

## Флора і фауна
У суворих умовах арктичної тундри виживає мало рослин. Мороз може вдарити в будь-який час року, а через крайнього придушення холодом процеси ґрунтоутворення надзвичайно уповільнені. Три чверті поверхні — голі камені, навіть лишайникам складно вижити в умовах Цих. Дерев майже немає. Рослини, що виростають в регіоні, в основному сланкі, що характерно для гірської тундри.
Деякі представники флори:Picea mariana, Salix arctica, Eriophorum, Kobresia, декілька видів мохів, Juncaceae, Saxifraga oppositifolia, Dryas, Cyperaceae, Diapensia lapponica, Papaver radicatum, Dryas octopetala, Oxyria digyna, Silene acaulis, Vaccinium й Cassiope tetragona.
Через холоди в за Арктичних Кордильєрах не живуть ні рептилії, ні амфібії; комахи також рідкісні. Великі травоїдні регіону — вівцебик і північний олень, дрібні — копитні лемінги і арктичний біляк; хижаки — білий ведмідь, мелвільський острівний вовк, песець і горностай. Морські ссавці — нарвали, білухи, моржі, кільчаста нерпа і морський заєць.
Мохнонога тундряна куріпка — поширений в регіоні Кордильєр птах. Типові пернаті хижаки — кречет і біла сова. Поширені морські птахи — кайра товстодзьоба, трипалий мартин, крем'яшник, ісландський побережник, чистун арктичний, пісочник великий, пісочник малий, кочівний буревісник. Водоплавні птахи, що населяють регіон Арктичних Кордильєр, — білий гусак, гага звичайна, гага королівська і гагара червоношия.

## Найвищі гори

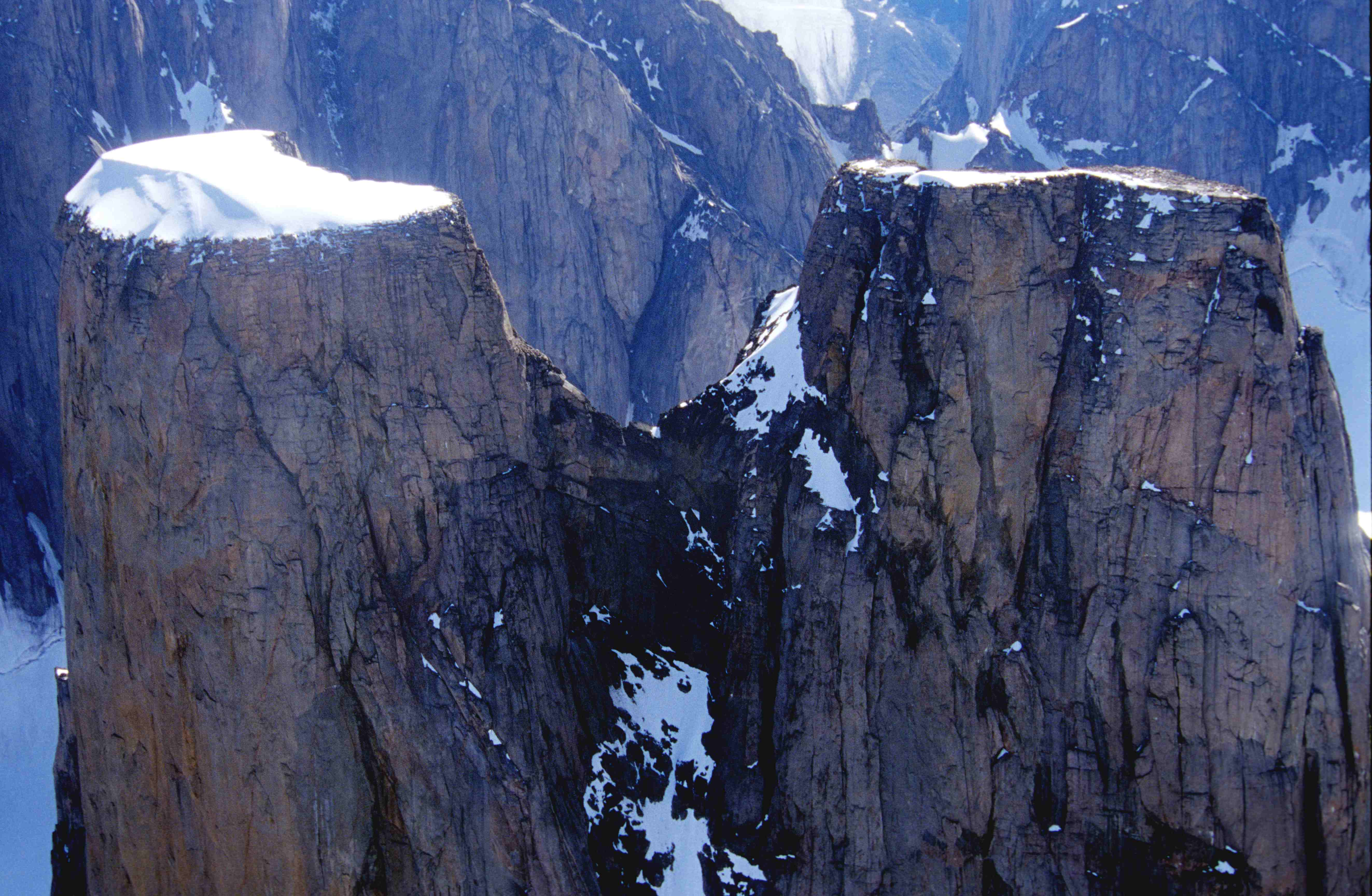
гора Асґард, Липня р. 2001

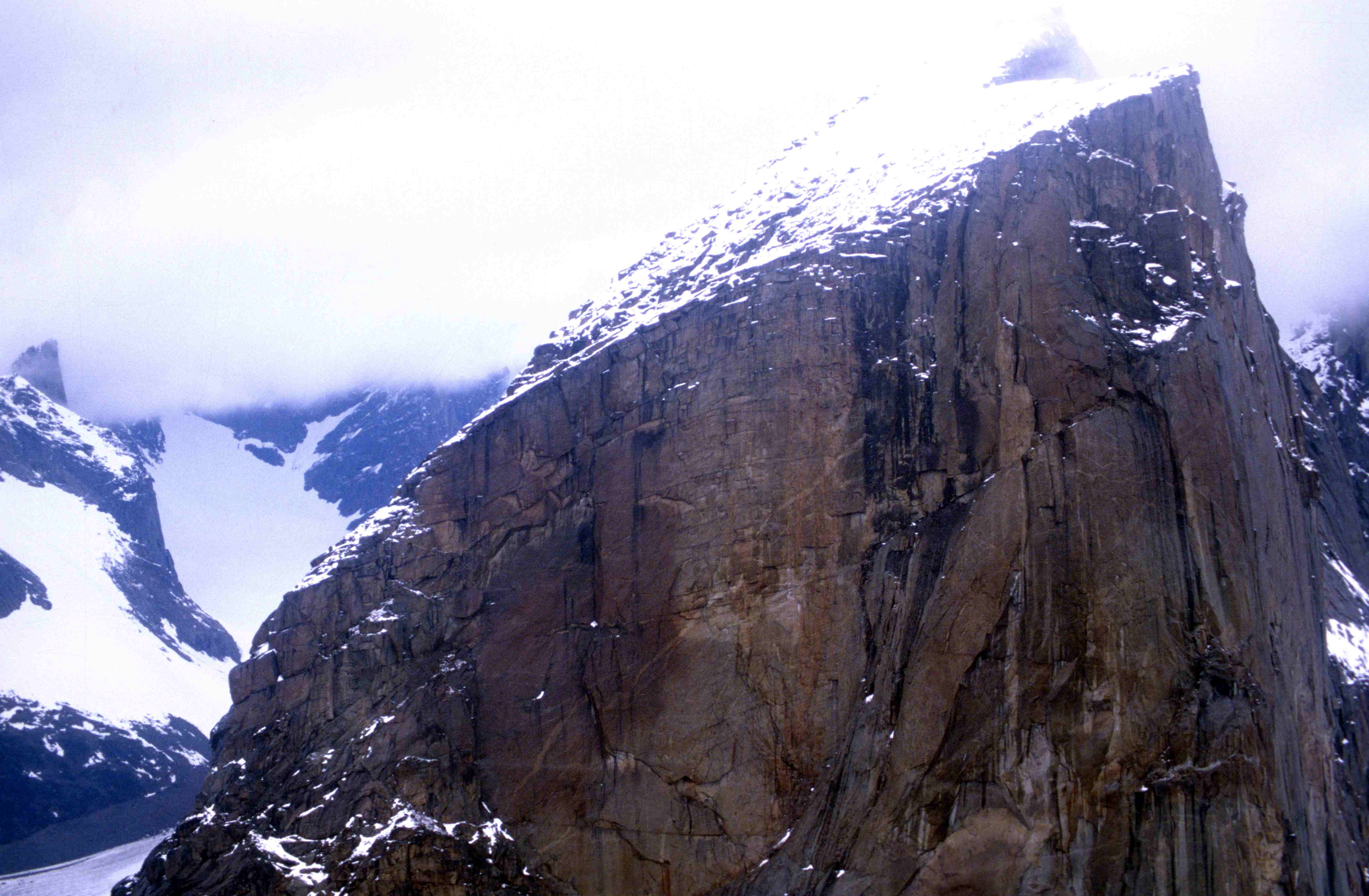
Тор-Пік в р. 1997

| Гора                                        | метри | коментар                                           |
| ------------------------------------------- | ----- | -------------------------------------------------- |
| Барбо (англ. Barbeau Peak)                  | 2616  | Найвища гора на острові Елсмір.                    |
| Вислер (англ. Mount Whisler)                | 2 500 | Друга найвища гора на острові Елсміра.             |
| Співдружність (англ. Commonwealth Mountain) | 2 225 |                                                    |
| Оксфорд (англ. Mount Oxford)                | 2 210 |                                                    |
| Аутлук (англ. Outlook Peak)                 | 2 210 | Найвища гора на острові Аксел-Гейберґ.             |
| Одін (англ. Mount Odin)                     | 2 147 | Найвища гора на Баффіновій Землі.                  |
| Монт-Асгард (англ. Mount Asgard)            | 2 015 |                                                    |
| Кіаївік (англ. Qiajivik Mountain)           | 1 963 | Найвища гора в північній частині Баффінової Землі. |
| Ангілаак (англ. Angilaaq Mountain)          | 1 951 | Найвища гора на острові Байлот.                    |
| Кісімнгіуктук (англ. Kisimngiuqtuq Peak)    | 1 905 |                                                    |
| Ерроухед (англ. Arrowhead Mountain)         | 1 860 |                                                    |
| Юджин (англ. Mount Eugene)                  | 1 850 |                                                    |
| Укпік (англ. Ukpik Peak)                    | 1 809 |                                                    |
| Нукап (англ. Mount Nukap)                   | 1 780 |                                                    |
| Бестіл (англ. Bastille Peak)                | 1 733 |                                                    |
| Туле (англ. Mount Thule)                    | 1 711 |                                                    |
| Ангна (англ. Angna Mountain)                | 1 710 |                                                    |
| Тор (англ. Mount Thor)                      | 1 675 |                                                    |
| Каубвік (англ. Mount Caubvick)              | 1 642 |                                                    |

## Гірські хребти
В Кордильєрах Арктики декілька гірських хребтів із такими назвами:

### Аксел-Гейберґ
- Джиодетик (англ. Geodetic Hills[en])
- Джой (англ. Joy Range[en])
- Принцеса Маргарет (англ. Princess Margaret Range[en])
- Суїс (англ. Swiss Range)
- Уайт-Триплетс (англ. White Triplets Peek)

### Баффінова Земля
- гори Баффіна (англ. Baffin Mountains)
- гори Брюса (англ. Bruce Mountains[en])
- Гори Еверетт(англ. Everett Mountains)
- Харц (англ. Hartz Mountains[en])
- Гори Крага (англ. Krag Mountains[en])
- Пресипитоз (англ. Precipitous Mountains[en])

### Батерст
- Гроган-Морган (англ. Grogan Morgan Range[en])
- Джеферіз (англ. Jeffries Range[en])
- Скорсбі (англ. Scoresby Hills[en])
- Стоукс (англ. Stokes Range[en])

### Байлот
- Байам-Мартин (англ. Byam Martin Mountains[en])

### Девон
- Каннінгхем (англ. Cunningham Mountains[en])
- Дуеру (англ. Douro Range[en])
- Гринелл (англ. Grinnell Range[en])
- Хеддингтон (англ. Haddington Range[en])
- Троутер (англ. Treuter Mountains[en])

### Елсмір
- Блеквелдер (англ. Blackwelder Mountains[en])
- Блакитні гори(англ. Blue Mountains[en])
- Болдер (англ. Boulder Hills[en])
- Бритіш-Емпайр (англ. British Empire Range[en])
- Челленджер (англ. Challenger Mountains[en])
- Конджер (англ. Conger Range[en])
- Гарфілд (англ. Garfield Range[en])
- Інглфілд (англ. Inglefield Mountains[en])
- Крігер (англ. Krieger Mountains[en])
- Осборн (англ. Osborn Range[en])
- Принц Вельський (англ. Prince of Wales Mountains[en])
- Сотут(англ. Sawtooth Range[en])
- Торндайк (англ. Thorndike Peaks[en])
- Сполучні Штати (англ. United States Range[en])
- Вікторія-енд-Елберт (англ. Victoria and Albert Mountains[en])

### Ваньє (острів)
- Адам (англ. Adam Range[en])

### Лабрадор (регіон)таКвебек
- Торнгат (англ. Torngat Range)

## Послання
- (англ.)
- Chernoff, M. N., H. R. Hovdebo, and J. Stuart-Smith. Eastern Canadian Cordillera and Arctic Islands An Aerial Reconnaissance. Ottawa: 24th International Geological Congress, 1972.
- (англ.) Geological Survey of Canada. Cordillera and Pacific Margin Interior Plains and Arctic Canada. Geological Survey of Canada Current Research, 1998-A. 1998.
- (англ.) Hall, John K. Arctic Ocean Geophysical Studies The Alpha Cordillera and Mendeleyev Ridge. Palisades, N.Y.: Lamont-Doherty Geological Observatory, Columbia University, 1970.
- (англ.) Walker, Edward R. A Synoptic Climatology for Parts of the Western Cordillera. Montreal: McGill University, 1961.

 Вікісховище має мультимедійні дані за темою: Арктичні Кордильєри